# 境町 (出水市)
境町（さかいちょう）は、鹿児島県出水市の町。郵便番号は899-0122。人口は1,261人、世帯数は464世帯（2020年10月1日現在）。

## 地理
出水市の北部、境川・針原川・櫓木川流域に位置する。町域の北端部を流れる境川は熊本県と鹿児島県の県境となっており、境川を挟んで北方には熊本県水俣市袋、東方には熊本県水俣市湯出に接しており、南方には出水市米ノ津町・下鯖町・美原町・上鯖淵にそれぞれ接しており、西方は八代海に面している。
町域の西部の海岸線を国道3号と肥薩おれんじ鉄道が通り、内陸部を九州新幹線が通る。また、町域内には南九州西回り自動車道の出水北インターチェンジが設置される予定であり、2023年（令和5年）現在事業中である。

### 河川
- 境川
- 針原川
- 櫓木川

## 歴史
1985年（昭和60年）9月1日に下鯖渕字外間、上窪、下窪、供養ノ元、中塩屋、大丸、坂元、小針原、上ノ段、前ノ段、櫓木下新開、下櫓木、櫓木井ノ元、磯辺、御手洗道下、井手山、塩屋、岩崎、屋敷之内、洲先、池ノ元、丹荷、川尻、天神之上、丸山、川涯、田神ノ元、川畑、切開、茶屋ノ下、小笹原、尻ケ迫、茶屋ノ元、笹原、鳥越平、宇都ノ口、御手洗道上、櫓木稲荷平、上櫓木、柳ノ元、上針原、孫山、永坂、永坂下ノ段、野間原、関外の全域より出水市の町「境町」が設置された。1988年（昭和63年）11月18日には地先公有水面埋立地が境町に編入された。
1997年（平成9年）7月9日未明に針原川の上流域で深層崩壊による山崩れが発生した。崩壊した土砂の総量は16万立方メートルに及び、そのうち8万立方メートルが針原地区に流れ込み、崩壊した土砂は溜池の水を含み土石流となって集落を襲った。消防（出水市消防本部、消防団、消防相互応援隊）・警察（鹿児島県警察、他県警応援隊）・陸上自衛隊・出水市職員・建設業組合の総計2,618名によって救助活動が行われた。この災害によって死者21名・負傷者13名・住宅全壊29棟の大きな被害を受けた。準用河川であった針原川は被災後一時的に二級河川に指定され鹿児島県によって復旧工事が行われた。

### 町域の変遷
| 変更後       | 変更年             | 変更前             |
| ------------ | ------------------ | ------------------ |
| 境町（新設） | 1985年（昭和60年） | 下鯖渕（一部）     |
| 境町（編入） | 1988年（昭和63年） | 地先公有水面埋立地 |

## 施設

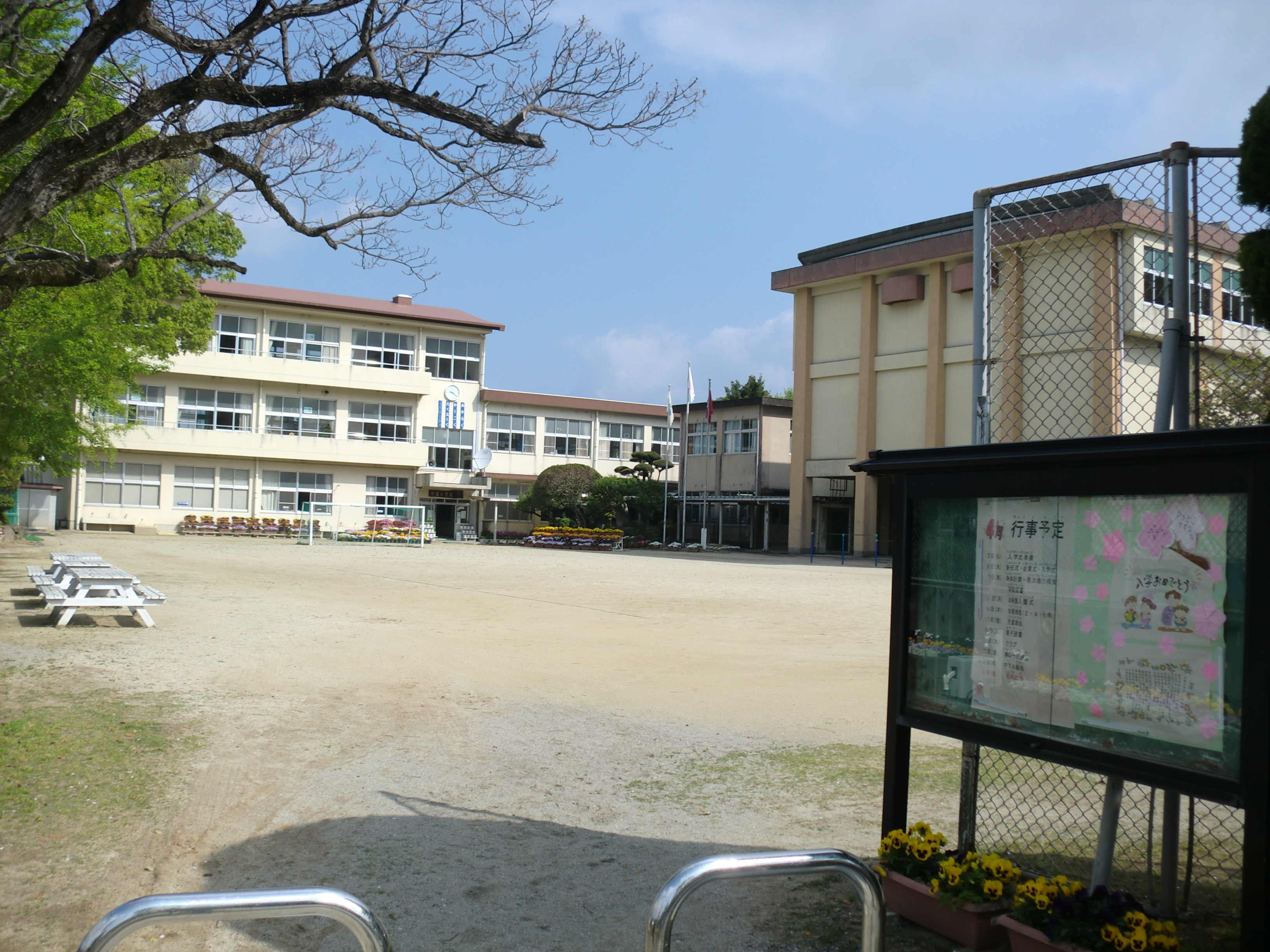
出水市立切通小学校

### 公共
- 米ノ津農村環境改善センター[11]
- 海洋公園[12]
  - 海洋公園プール[13]
- 針原川復興記念公園[10]

### 教育
- 出水市立切通小学校[14]
  - 附属幼稚園[15]

### 郵便局
- 前田簡易郵便局[16]

## 人口
以下の表は国勢調査による小地域集計の人口推移である。
| 年                 | 人口  |
| ------------------ | ----- |
| 2000年（平成12年） | 1,333 |
| 2005年（平成17年） | 1,244 |
| 2010年（平成22年） | 1,161 |
| 2015年（平成27年） | 1,134 |
| 2020年（令和2年）  | 1,261 |

## 教育

### 小・中学校の学区
市立小・中学校に通う場合、学区（校区）は以下の通りとなる。
| 町丁 | 地区 | 小学校                 | 中学校               |
| ---- | ---- | ---------------------- | -------------------- |
| 境町 | 一部 | 出水市立切通小学校     | 出水市立米ノ津中学校 |
| 境町 | 一部 | 出水市立米ノ津東小学校 | 出水市立米ノ津中学校 |

## 交通

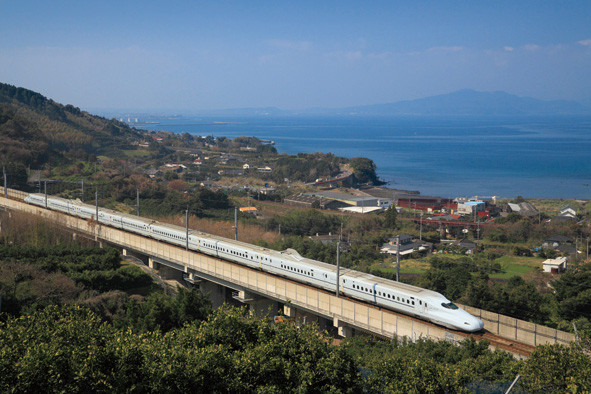
九州新幹線（境町より撮影）

### 道路
一般国道
- 国道3号

### 鉄道
- 九州旅客鉄道九州新幹線
- 肥薩おれんじ鉄道